# Rujnica (hegység)
Az Rujnica egy alacsony hegység Horvátországban, Dalmácia területén. A Dinári-hegység része.

## Fekvése
A Rujnica Kula Norinska község területén, Metković közelében fekszik.

## Leírása
A hegység legmagasabb csúcsa a 736 m magas Babina gomila. Fentről a kilátás a Biokovora és a Rilićre, a Matokitra, a Zavelimra, a Kamešnicára, a Vranra, a Čvrsnicára, a Prenjre, a Durmitorra, a Pelješacra, Mljet egy részére, a Korčula egy részére, a Visre, a Šćedrora, a Hvar egy részére, és gyakorlatilag az egész Neretva torkolatvidékének szinte minden csúcsára kiterjed. 
Desnától indulva Rujnica lejtőin az ún. „Ruski put” (orosz út) vezet az Ilica tetejéig (691 m), illetve a Podrujnica és Borovac feletti lejtőkig. Az első világháború alatt volt egy osztrák-magyar laktanya állt az Ilicán, amely kiváló kilátást nyújtott a Neretva-völgyre, a Neretva és Pelješac összefolyására, a Neretva-Vrgorac útra és Hercegovina jó részére. Az utat azokról az orosz hadifoglyokról nevezték el, akik megépítették.